# Momento capriccioso
Le Momento capriccioso, op. 12 est une œuvre pour piano de Carl Maria von Weber composée en 1808. Dédiée à Giacomo Meyerbeer, la partition porte la référence J. 56 dans le catalogue des œuvres du compositeur établi par Friedrich Wilhelm Jähns.

## Composition
Carl Maria von Weber compose le Momento capriccioso en 1808. L'œuvre, dédiée à Giacomo Meyerbeer, est publiée en 1811 à Augsbourg par les éditions Gombart. La partition porte les références op. 12, J. 56 dans le catalogue des œuvres du compositeur établi par Friedrich Wilhelm Jähns.

## Analyse
Le Momento capriccioso, « bref et éblouissant », est « comme une toccata brillante » en si bémol majeur à 
.

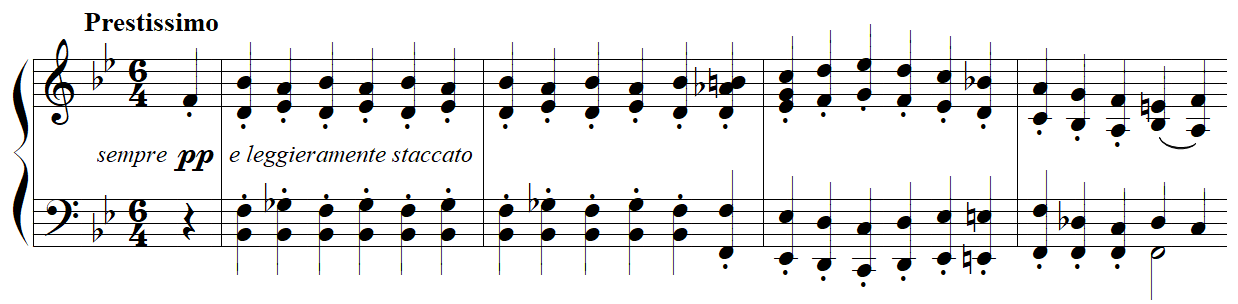
Premières mesures du Momento capriccioso.

Guy Sacre y voit « l'un des meilleurs morceaux du piano de Weber, et l'un de ceux qu'on pourrait, sans y changer une seule note, faire passer pour du Mendelssohn — lequel, à cette date, n'est pas encore né ». John Warrack trouve dans cette « petite toccata scintillante un morceau de bravoure sur des noires en succession rapide par degrés conjoints alternés, et sur des gammes — un prestissimo sur une seule idée principale constituant un tour de force brillamment réussi. Des accords staccato à pareille allure représentaient une audace inouïe pour l'époque ». 

## Discographie
- Weber — Piano music vol. 3 par Alexandre Paley, CD Naxos 8.550990 (du 10 au 15 janvier 1994)

### Ouvrages généraux
- Adélaïde de Place et François-René Tranchefort (dir.), Guide de la musique de piano et de clavecin, Paris, Fayard, coll. « Les Indispensables de la musique », 1987, 870 p. (ISBN 978-2-213-01639-9), p. 829-833.
- Guy Sacre, La musique pour piano : dictionnaire des compositeurs et des œuvres, vol. II (J-Z), Paris, Robert Laffont, coll. « Bouquins », 1998, 2998 p. (ISBN 978-2-221-08566-0), p. 2934-2950.

### Monographies
- Jean-Luc Caron et Gérard Denizeau, Carl Maria von Weber, Paris, bleu nuit éditeur, coll. « horizons » (no 73), 2019, 176 p. (ISBN 978-2-358-84087-3).
- John Warrack (trad. Odile Demange), Carl Maria von Weber, Paris, Fayard, 1987, 480 p. (ISBN 978-2-213-01979-6).